# З'єднання (телекомунікації)
З’є́дна́ння — процес установлення каналу зв’язку двох і більше абонентів для передавання між ними інформації, тж дія та результат.

## З’єднання абонентів
Послуга, що надається абонентам АТС, полягає в наданні можливості телефонної розмови двох (і більше) абонентів після зняття слухавки та набору номера.
За автоматичного з’єднання максимальна тривалість послугине обмежується. На практиці, особливо, якщо з’єднання забезпечується через PBX, максимальна тривалість може бути обмежена системним адміністратором до будь-якого значення (встановленого/обраного ним або його керівництвом).

## Процес
Тривалість з’єднання обчислюється з моменту від закінчення набору останньої цифри номера —  до появи в мікротелефонній трубці КПВ.
На цифрових лініях — практично миттєво: одразу по завершенні набору чути КПВ. На аналогових лініях (декадно-крокові, координатні, удосконалені координатні) — від 5 с до 40 с (максимально).
Рівень гучності повинен бути достатнім для складової розбірливості 85% (... в яких складова розбірливість дорівнює або є більше 85%, розбірливість мовлення вважається відмінною. Незадовільній чіткості мовлення (близько 40% складової розбірливості) відповідає приблизно 90% розбірливості фраз).